# 541
Het jaar 541 is het 41e jaar in de 6e eeuw volgens de christelijke jaartelling.

## Gebeurtenissen

### Byzantijnse Rijk
- 1 januari - Anicius Faustus Albinus Basilius wordt in Constantinopel door Senaat gekozen tot laatste niet-keizerlijke consul van het Byzantijnse Rijk.
- oktober - Pest van Justinianus: In de Egyptische havenstad Pelusium breekt een pandemie uit onder de bevolking. De ziekte breidt zich de daaropvolgende 200 jaar uit over Europa, het Middellandse Zeegebied en Noord-Afrika.
- Belisarius onderneemt een veldtocht in Mesopotamië. Hij belegert tevergeefs de vestingstad Nisibis.
- Johannes de Cappadociër, pretoriaanse prefect van het Oosten, wordt door keizerin Theodora I ontslagen op verdenking van verraad. Hij wordt verbannen naar Cyzicus en zijn eigendommen worden geconfisqueerd.

### Europa
- Koning Chlotarius I en zijn broer Childebert I vallen met een Frankisch leger Visigotisch Spanje binnen. Ze belegeren tevergeefs Zaragoza, gelegen aan de rivier de Ebro, maar moeten zich terugtrekken naar Gallië.
- Totila (r. 541-552) wordt door de Gotische adel gekozen als koning van de Ostrogoten. Hij wint de steun van de lagere klassen door slaven hun vrijheid te geven en het land te verdelen onder de boeren (lijfeigenen).

### Perzië
- Lazica is na Khusro's veldtocht van het voorgaande jaar terug overgelopen van de Byzantijnen naar de Perzen. Khusro trekt Lazica binnen, en verovert de havenstad Petra aan de Zwarte Zee op het Byzantijnse garnizoen.

### Azië
- Vietnam komt in opstand tegen de Chinese overheersing. (zie: Vroegere Ly-dynastie)
- De Chinese Liang-dynastie stuurt een groep kunstenaars naar Paekche (Korea).

## Religie
- Pitiunt (Georgië) wordt een aartsbisdom van de Oosters-orthodoxe Kerk (Oosters christendom).

## Geboren
- Wen Di, keizer van het Chinese Keizerrijk (overleden 604)

## Overleden
- Erarik, koning van de Ostrogoten
- Ildibad, koning van de Ostrogoten